# Gud, som gläder mina dagar
Gud, som gläder mina dagar är en kristen psalm. Texten är skriven av Samuel Ödmann.

## Publicerad i
- 1819 års psalmbok, som nummer 286 under rubriken "Kristligt sinne och förhållande - I allmänhet: Förhållandet till oss själva och nästan: Människokärlek, barmhärtighet, försonlighet".